# Sebastiano Tusa
Sebastiano Tusa   (Palerm, 2 d'agost de 1952 - Bishoftu, 10 de març de 2019) va ser un arqueòleg i polític italià qui es va especialitzar en gestió del patrimoni cultural. També va exercir com a professor de paleontologia a la Universitat Suor Orsola Benincasa de Nàpols.

## Biografia
Sebastiano va ser fill de l'arqueòleg Vincenzo Tusa. Va obtenir un grau de literatura i una especialització en paleontologia de la Universitat de Roma La Sapienza. Des de 1993 va ser responsable de la secció arqueològica del Centre Regional per a Disseny i Restauració de Sicília. Es va especialitzar en l'administració del patrimoni cultural en diferents càrrecs de l'administració de la Regió de Sicília i va dirigir la superintendència de Trapani. El 2004 va ser nomenat com el primer Superintendent del Mar pel Departament de Patrimoni Cultural de la Regió de Sicília, on organitzà diverses missions arqueològiques a Itàlia, Pakistan, Iran i Iraq. El 2005, va dirigir les excavacions a Motia que van descobrir una carretera submergida que conduïa cap a l'illa, així com una estructura identificable com un moll. El 2008, Tusa i Folco Quilici van realitzar una pel·lícula documental sobre la prehistòria del Mediterrani a Pantel·leria, anomentat Un’isola nel tempo. El gener del 2010, va ser nomenat membre honorari de l'Associació Nacional d'Arqueòlegs d'Itàlia. El 2012 va reassumir les seves funcions com a cap de la Superintendència del Mar de la Regió de Sicília.
El març de 2012 va ser candidat per a l'ajuntament de Palerm a la llista del partit Futur i Llibertat per a Itàlia, però va perdre les eleccions.

## Publicacions
- La preistoria nel territorio di Trapani, Marsilio, 1990.
- Mozia, Publisicula, 1990.
- Sicilia preistorica, Dario Flaccovio Editore, 1994. ISBN 88-7758-227-8.
- La Sicilia nella preistoria, Sellerio, 1999, ISBN 88-389-1440-0.
- Archeologia e storia nei mari di Sicilia, Magnus, 2010. ISBN 978-88-7057-252-0.
- Selinunte, L'Erma di Bretschneider, 2011. ISBN 978-88-8265-592-1.
- Sicilia archeologica, Edizioni di Storia e Studi Sociali, 2015. ISBN 978-88-99168-05-6
- Primo Mediterraneo. Meditazioni sul Yegua più antico della storia, Edizioni di Storia e Studi Sociali, 2016
- I popoli del Grande Verde. Il Mediterraneo al Tempo dei faraoni, Edizioni di Storia e Studi Sociali, 2018